# SBB Eb 3/5
Als Eb 3/5 werden die 34 Dampftenderlokomotiven der Schweizerischen Bundesbahnen (SBB) bezeichnet, die 1911 und 1916 angeschafft wurden. Die Lokomotive hat die Achsfolge 1’C1’, welche auch als Prairie bezeichnet wird. Sie wurden von der Schweizerischen Lokomotiv- und Maschinenfabrik (SLM) in Winterthur hergestellt. Die Lokomotive trägt den Übernamen Habersack (Hafersack), welcher damit zusammenhängt, dass sie ja ihren „Hafer“ selber mitführt, und eben ein richtiges Arbeitstier war.

## Geschichte
Der jungen SBB fehlte in ihrem Lokomotivbestand eine einfache, kräftige und bewegliche Tenderlokomotive, die für die Führung der immer schwerer werdenden Vorortzüge geeignet war. Ausser den 46 Tenderlokomotiven der Bauart Mogul (Ec 3/4) der JS, von welcher die SBB auch nachbeschafften, waren sonst nur leistungsschwache Streckentenderlokomotiven mit zwei Antriebsachsen vorhanden. Die Lokomotivserie Ec 3/4 hatte aber schlechte Rückwärtsfahreigenschaften, weshalb eine weitere Nachbeschaffung nicht in Frage kam, weil für den Einsatzzweck eine Geschwindigkeit von 75 km/h – sowohl Vor- wie Rückwärtsfahrt – als notwendig erachtet wurde.

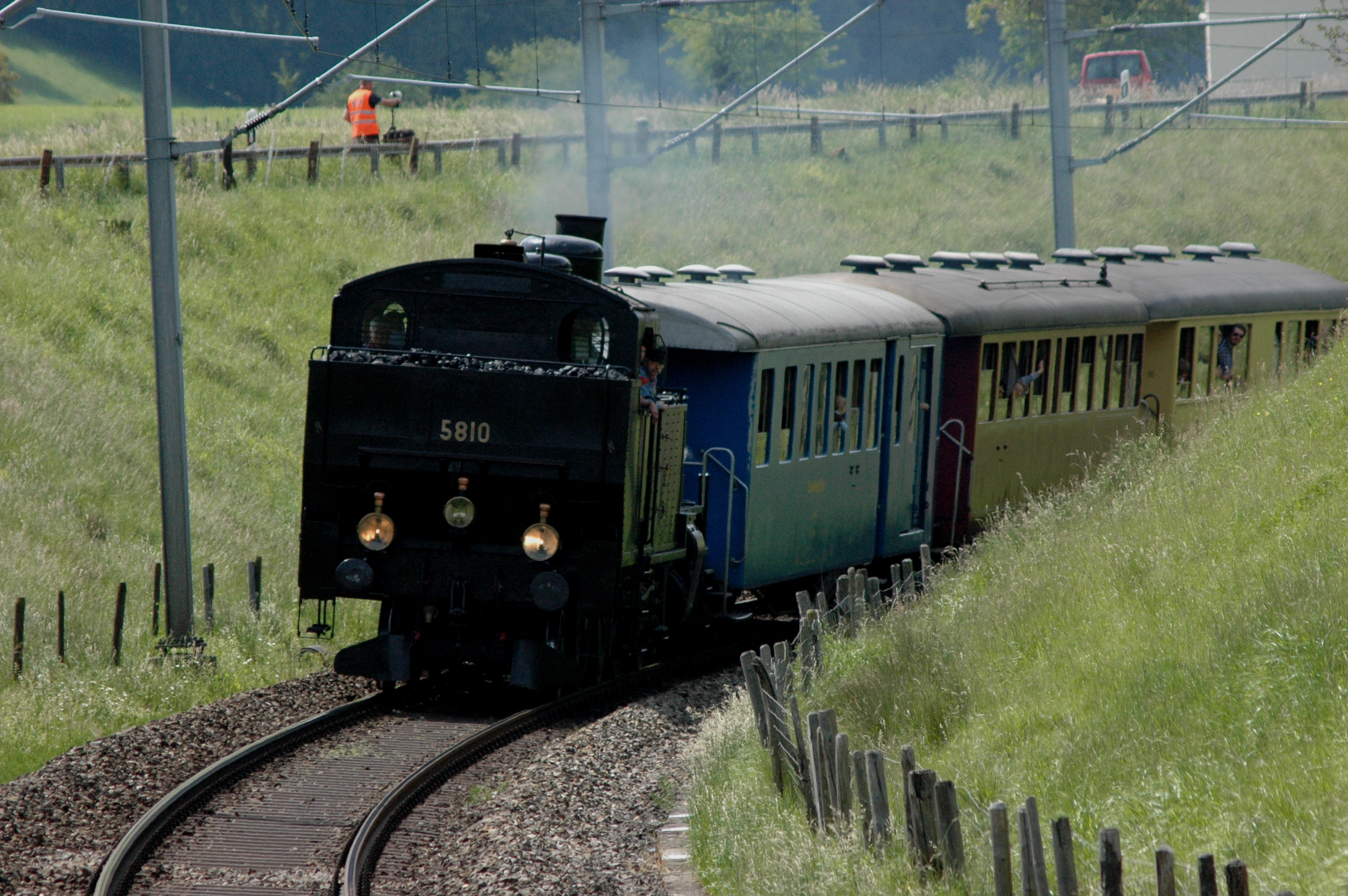
VDBB Eb 3/5 5810 in Rückwärtsfahrt vor einem Personenzug

Als Vorbildlokomotiven für die Entwicklung dienten die B 3/4 mit einer Heissdampfzwillingsmaschine, welche zwischen 1905 und 1916 von der SLM ausgeliefert wurden. Bei dieser Lokomotive wurde erstmals bei den SBB serienmässig der Heissdampf eingesetzt, der die SBB überzeugte. Auch die verwendete Zwillingsmaschine war überzeugend im Betrieb. Kurzum, man war mit der B 3/4 zufrieden, und sie befand sich in derselben Leistungsklasse, wie es bei der Tenderlokomotive erwünscht war. Deshalb wurde die Kesselabmessung und das Antriebssystem von dieser Lokomotivserie so weit wie möglich übernommen. Die zweite Vorbildlokomotive ist die 1910 an die Bodensee-Toggenburg-Bahn (BT) mit neun Stück gelieferte Eb 3/5, welche als der eigentliche Prototyp dieser Lokomotivserie bezeichnet werden darf. Diese neun Lokomotiven wurden nach der Elektrifizierung der BT von den SBB gekauft; SBB Nr. 5881–5889. Dadurch war es eher eine Weiterentwicklung bestehender Lokomotiven, und so erhielten die SBB eine ausgereifte Lokomotive, die die in sie gestellte Erwartungen erfüllte. Die 34 Lokomotiven wurden in 8 Tranchen bestellt und geliefert, wobei sich einzelne Serien in einigen technischen Details unterscheiden. Sie wurden durch die fortschreitende Elektrifizierung, welche während des Zweiten Weltkrieges vorangetrieben wurde, immer mehr durch elektrische Triebfahrzeuge verdrängt. Deswegen wurden sie zwischen 1953 und 1965 in der Endphase des Dampfbetriebes bei den SBB ausrangiert (1965). Drei Lokomotiven wurden 1960–64 an die MThB verkauft, welche zwei davon schon 1966 verschrotten liess.

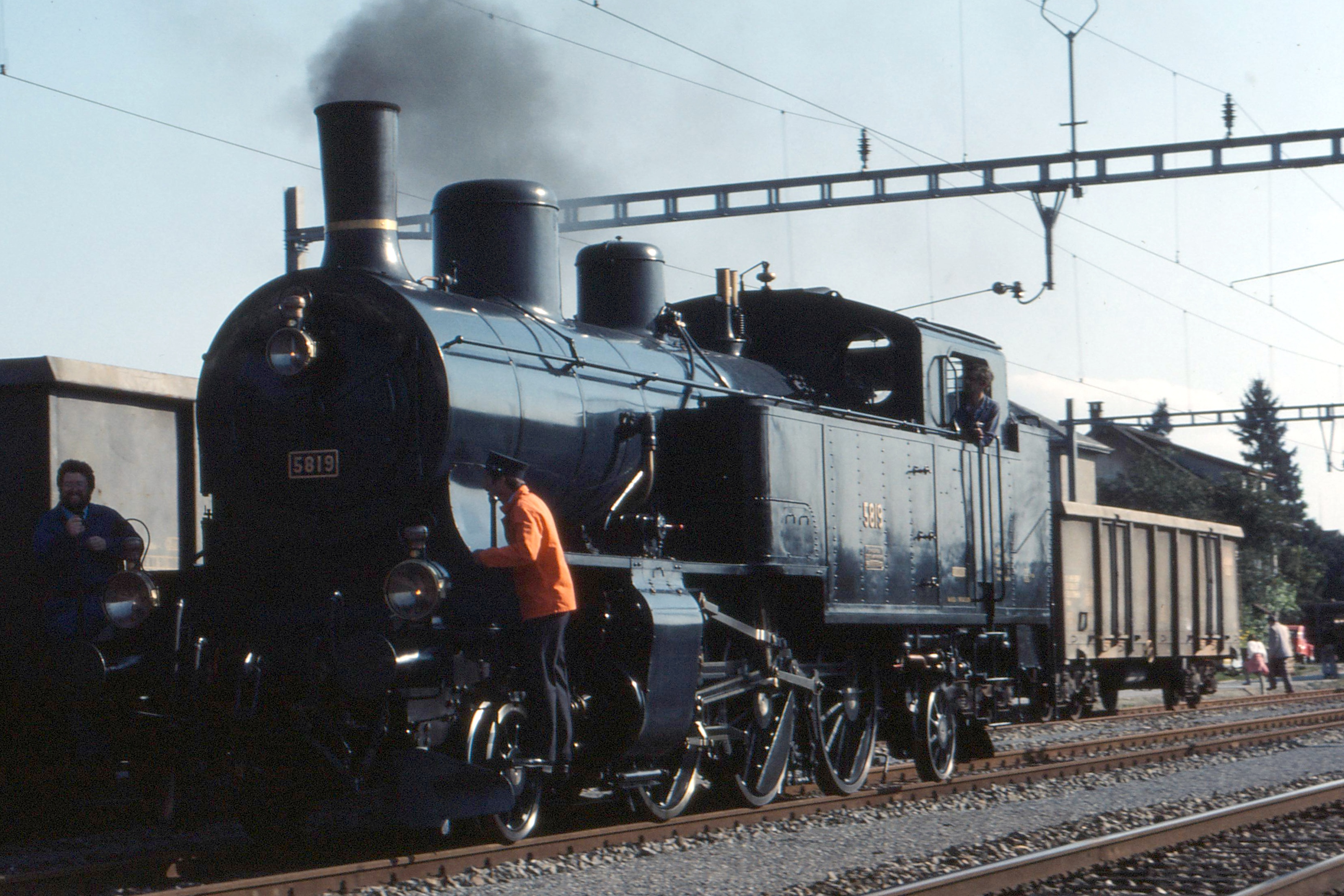
SBB Eb 3/5 5819, anlässlich des Herbstfestes 1984 in Stammheim

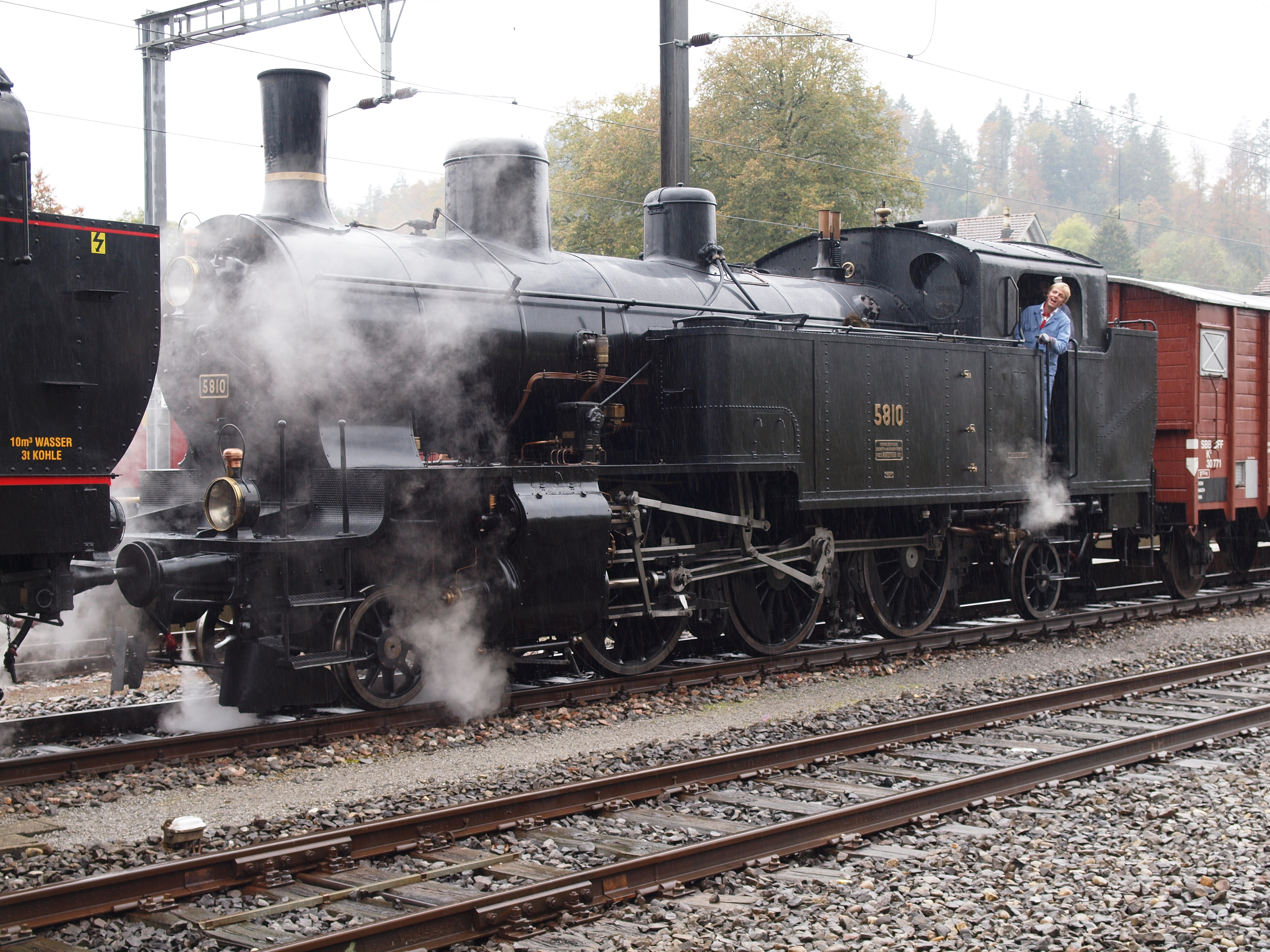
VDBB Eb 3/5 5810, ex SBB, anlässlich des Fahrzeugtreffens 2010 in Bauma

Im Januar 1964 rollte die Eb 3/5 5834, die zu diesem Anlass „Locoscaphe“ (Lokomotive + Mesoskaph) genannt wurde, in den Genfersee in Le Bouveret. Dies geschah mit dem Ziel, das Einsetzen des U-Boots Auguste Piccard PX-8 ins Wasser zu testen, um es auf der Landesausstellung Expo 64 in Lausanne auszustellen.
Nach der offiziellen Ausrangierung wurde die 5819 ab 1967 im Depot Vallorbe für das VHS aufbewahrt, und die 5811 im Jahr 1966 als Denkmallokomotive in Baden bis 1974 aufgestellt. Die restlichen nicht verkauften Lokomotiven wurden zur Verschrottung freigegeben.
Mit Teilen der 5811 wurde die 5819 zwischen 1975 und 1976 in der Depotwerkstätte Zürich wieder fahrfähig hergestellt. Die Eb 3/5 5819 gehört heute als betriebsfähige Lokomotive zum Bestand der SBB Historic.
Die teilweise ausgeschlachtet Lokomotive 5811 waren von 1976 bis 2012 in Glarus eingelagert. Am 21. Mai 2012 wurden sie nach Brugg überführt, und dem Verein Dampfgruppe Zürich als Dauerleihgabe übergeben. Es ist vorgesehen, wenn es der Zustand erlaubt, sie wieder zu einer betriebsfähigen Lokomotive aufzuarbeiten. Dafür müssen aber zuerst noch genauere Abklärungen getroffen werden. Als erster Schritt wird mal der Kessel entrohrt um ihn genauer überprüfen zu können.
Die 5810 gehört heute dem Verein Dampfbahn Bern (VDBB). Sie wurde 1974 zum Schrottpreis von der MThB gekauft, war zu dem Zeitpunkt noch einsatzfähig und wurde 1974/75 noch eingesetzt, kurz darauf aber in Freiburg remisiert. Nach einer umfangreichen Revision, welche 1985 begonnen wurde, ist sie seit November 2008 wieder voll betriebsfähig aufgearbeitet.

## Technische Merkmale

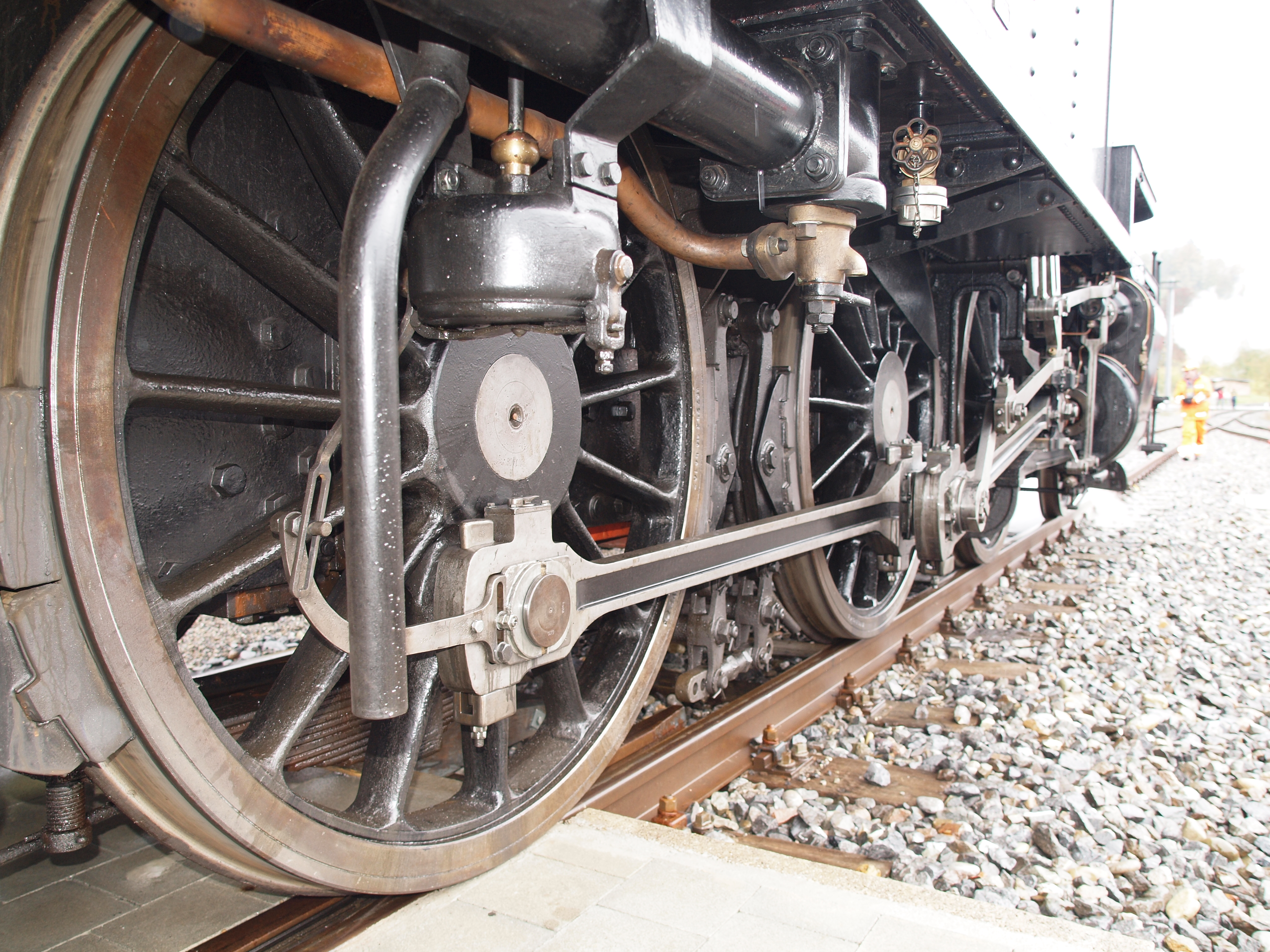
Sicht auf Kuppelräder der rechten Fahrzeugseite. Beim hinteren Kuppelrad ist der Antrieb des Geschwindigkeitsmessers sichtbar. Auch das Verbindungsrohr zum hinteren Wasserkasten und das kupferfarbene Rohr, das zur Kesselpumpe sind zu erkennen. Der Anschluss mit Hahn und Storz-Deckel ist die Einspeisung ab Hydrant. Das senkrechte Rohr ist der Wasserkastenüberlauf

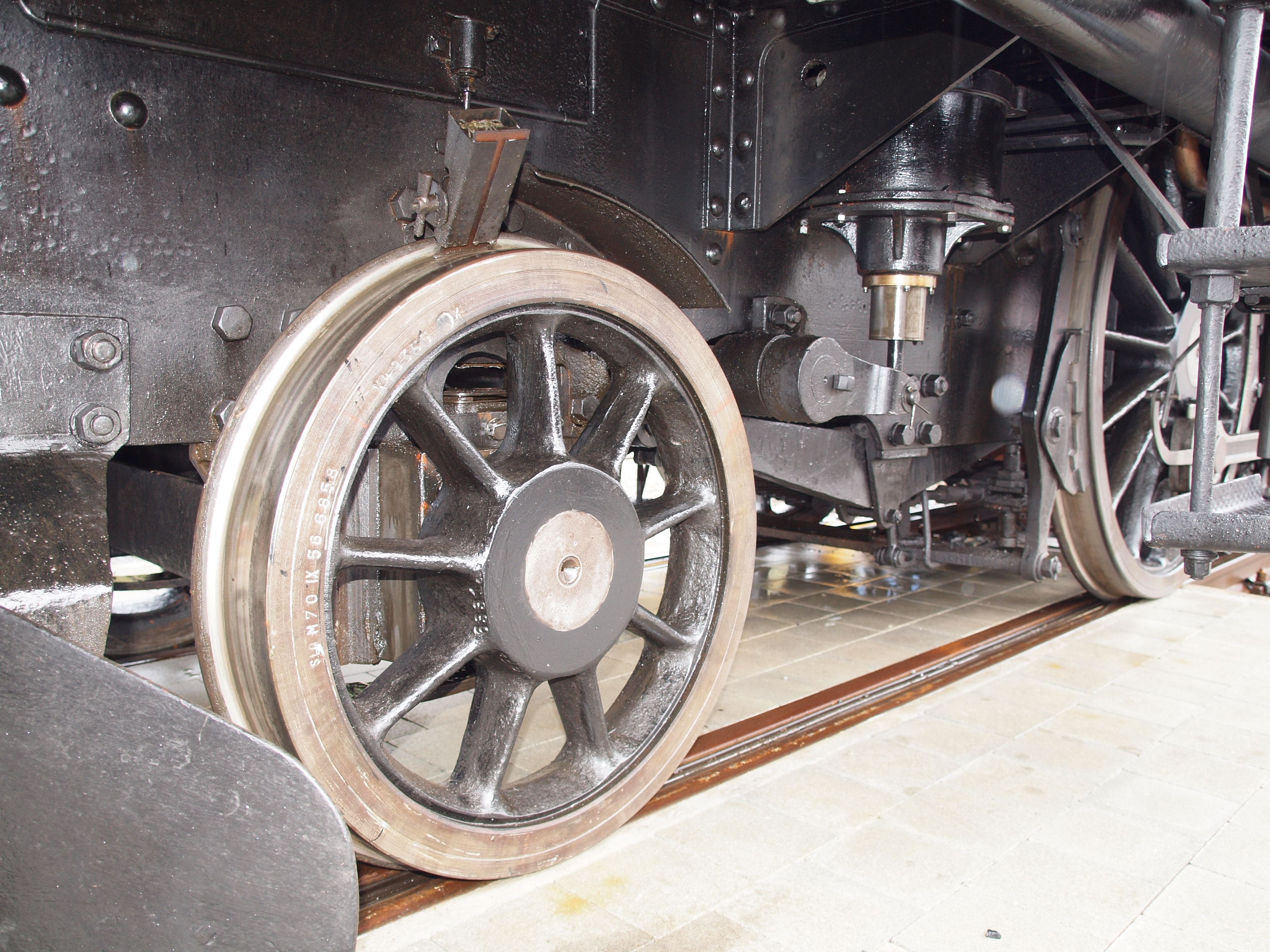
Sicht auf Hintere Laufachse mit Spurkranzschmierung, und Bremszylinder (Rechte Fahrzeugseite)

Die Lokomotive besitzt einen 22 mm dicken genieteten Innenrahmen. Die vordere Laufachse war als Lenkgestell der Bauart Helmholtz-Winterthur (auch SLM-Drehgestell) ausgeführt, dadurch wurde für die führende Laufachse ein Seitenausschlag von 50 mm und für die erste Triebachse einer von 20 mm erreicht. Hierbei ist zu erwähnen, dass das SLM-Drehgestell selber eine Seitwärtsbewegung erlaubt, bei dieser Lokomotive war die Drehzapfenführung im Drehgestellrahmen um 40 mm seitlich verschiebbar. Die Rückstellung des Drehgestells in die Mitte der Lokomotive erfolgt über liegende Blattfedern. Einzig die Nummer 5826 und 5827 erhielten anstelle des Drehgestells eine Adams'sche Radialsachse mit je 65 mm Seitenausschlag, welche durch Keilflächenzentrierung zurückgestellt wurde. Deshalb haben diese beiden Lokomotiven auch mit 3900 mm einen grösseren festen Radstand, da bei ihnen die erste Triebachse nicht beweglich ist. Die hintere Laufachse war bei allen Lokomotiven als Adamsachse mit Kreisbogenführung in den Achshaltern ausgeführt, welche 65 mm Seitenausschlag ermöglicht. bei den 5828–5834 erfolgte die Rückführung nicht über Keilflächen, sondern mittels liegender Doppelfeder. Bei den Fahrzeugen mit SLM-Drehgestell ergibt sich bei Kurvenfahrt eine theoretische Seitenverschiebbarkeit der Achsen von 50 mm, 20 mm, 0 mm, 0 mm und 65 mm nach innen.
Die Heissdampf-Zwillingsmaschine mit Walschaerts-Steuerung entsprach weitgehend der, wie sie bei der B 3/4 zum Einbau kam, wobei der Zylinder-Durchmesser auf 520 mm vermindert wurde. Die Kolbenschieber hatten Innenkant-Einströmung, welche eine umgekehrte Schieberbewegung zur Folge haben. Der Doppelschieberregulator wurde durch einen seitwärts versetzten senkrechten Hebel mit Kuppelstange an der Kesselrückwand angesteuert. Der Kessel entsprach dem der dritten Lieferserie der B 3/4. Der Kessel war für eine Betriebsdruck von 12 Atmosphären abgenommen, der Prüfdruck des neuen Kessels betrug 17 Atmosphären. Heute wird der Kessel mit einem Betriebsdruck von 12 Bar betrieben. Die Kesselmitte liegt 2450 mm über Schienenoberkante und hat einen Aussendurchmesser von 1590 mm. Der Rohrwandabstand beträgt 4200 mm. In 18 Rauchrohren sind die 72 Überhitzerrohre eingebaut. Der Überhitzer ist nach der Bauart Schmidt ausgeführt. Daneben sind 132 Siederohre vorhanden. Der Kessel besitzt einen Dampf- und einen Sanddom. Die Sicherheitsventile sind auf dem Mannslochdeckel über der Feuerbüchse angebracht. Die Lokomotive besitzt einen Kipprost und einen Rauchgasverbrenner der Bauart SBB.
Die zweite und dritte Kuppelachse hatte die Blattfedern unterhalb des Achslagers, die übrigen drei Achsen oberhalb des Achslagers. Die Achslager sind als Gleitlager ausgeführt. Es gibt Ausgleichshebel zwischen der 1. und 2., der 2. und 3. und der 4. und 5. Achse.
Die Trieb- und die hintere Kuppelachse sind mit einer 8-Klotz-Westinghouse Bremse ausgerüstet. Die Maschinenbremse (Regulierbremse) war anfänglich nicht mit der automatischen Druckluftbremse gekuppelt, sie wurde aber später so umgebaut, dass die automatische Bremse zugleich auch auf die Lokomotivbremse wirkte. Die direkt wirkende Maschinenbremse wurde aber beibehalten. Als Feststellbremse war eine normale Spindel-Handbremse ohne Exzenterhebel eingebaut, welche auf alle Bremsklötze wirkt. Das Bremsgestänge wird über eine Welle von dem unter dem Führerstand eingebauten einfach wirkenden Bremszylinder betätigt. Die Rückführung des mit bis zu 3,5 Bar beaufschlagten, senkrecht nach unten wirkenden, Zylinders erfolgt über eine extern montierte Schraubenfeder. Die Handbremse befindet sich – leicht diagonal versetzt – gegenüber dem Bremszylinder auf der Heizerseite an der Rückwand des Führerstandes. Das Bremsgestänge muss manuell durch umstecken der Bolzen nachgestellt werden, denn es ist kein Gestängesteller eingebaut. Für die Feineinstellung ist zwischen den vier Bremsdreiecken jeweils ein Spannschloss in der Gestängestange vorhanden. Für die Druckluftbremse war von Anfang an eine Luftpumpe eingebaut, die allerdings nicht sehr leistungsfähig war. Deshalb erhielten die Lokomotiven 5815–5820 zwischen 1935 und 1936 eine zweite Luftpumpe eingebaut, damit diese zwischen Bellinzona und Luino auch Güterzüge mit der Druckluftbremse befördern konnten.
Der rechts des Kessels befindliche Wasserkasten ist wegen der Steuerung und für bessere Sicht kürzer ausgeführt als der Linke. Dazu ist unter dem Kohlekasten noch ein Zusatzwasserkasten angeordnet, der mittels Rohre mit den beiden seitlichen Wasserkästen verbunden ist. Der hintere Führerhausabschluss war zur Verminderung der Staubbelästigung vor dem Kohlekasten angeordnet. Insgesamt konnten 7,7 m³ Wasser und 2,5 Tonnen Kohle mitgenommen werden. Gerade die Kohlenvorräte galten als der Schwachpunkt der Lokomotive, da er zu knapp bemessen war und regelmässig eine Bekohlung der Lokomotive während des Dienstes erforderlich machte. Alfred Moser vertrat die Meinung, dass es besser gewesen wäre, wenn man bei der Lokomotive anstelle der Adams-Achse ein Drehgestell eingebaut hätte, wie es bei der BN Ea 3/6 gemacht wurde, da dies eine Erhöhung der Vorräte ermöglicht hätte.
Die Bedieneinrichtungen waren so zweckmässig angeordnet, dass sie sowohl in Vorwärts- und Rückwärtsfahrt bedient werden konnten, und deshalb nicht doppelt angeordnet werden mussten. Die Überwachung des Geschwindigkeitsmesser, des Manometer usw. konnte bei der Rückwärtsfahrt über einen Spiegel erfolgen. Bei einigen Lokomotiven wurde ein zweiter, nicht registrierender Geschwindigkeitsmesser für die Rückwärtsfahrt eingebaut. Der registrierende Hauptgeschwindigkeitsmesser war von der Bauart Hasler, ausser bei den Lokomotiven 5808–5816, 5826–5827, bei welchen einer der Bauart Klose zum Einbau kam.
Die Lokomotiven besitzen Druckluftsander, die fahrtrichtungsabhängig betätigt werden können, sowie Dampfspritzen zum Reinigen der Schienen. Für die Personenzüge war eine Dampfheizung eingebaut.

### Nummerntabelle
| SBB- Nummer | Fabrik- nummer | Baujahr | Hersteller | Ordre | Ausrangiert | Verbleib |
| ----------- | -------------- | ------- | ---------- | ----- | ----------- | --- |
| 5801        | 2163           | 1911    | SLM        | 4260  | 1962        | Abbruch |
| 5802        | 2164           | 1911    | SLM        | 4260  | 1964        | Abbruch |
| 5803        | 2165           | 1911    | SLM        | 4260  | 1965        | Abbruch |
| 5804        | 2166           | 1911    | SLM        | 4260  | 1961        | Abbruch |
| 5805        | 2181           | 1911    | SLM        | 4270  | 1964        | Abbruch |
| 5806        | 2182           | 1911    | SLM        | 4270  | 1951        | Abbruch |
| 5807        | 2183           | 1911    | SLM        | 4270  | 1962        | Abbruch |
| 5808        | 2184           | 1911    | SLM        | 4270  | 1959        | Abbruch |
| 5809        | 2210           | 1911    | SLM        | 4280  | 1957        | Abbruch |
| 5810        | 2211           | 1911    | SLM        | 4280  | 1964        | Verkauf an MThB (gleiche Nr.) 1974 Verkauf an VDBB Revision 2008, betriebsfähig |
| 5811        | 2212           | 1912    | SLM        | 4280  | 1965        | 1966–1974 Denkmallok Baden 1974–1976 Depot Zürich (Demontage einiger Teile für Revision 5819) 1976–2012 Depot Glarus (Ersatzteilspender für 5819) ab 2012 Depot Brugg Aufarbeitung durch Dampfgruppe Zürich |
| 5812        | 2213           | 1912    | SLM        | 4280  | 1961        | Abbruch |
| 5813        | 2214           | 1912    | SLM        | 4290  | 1953        | Abbruch |
| 5814        | 2215           | 1912    | SLM        | 4290  | 1960        | Abbruch |
| 5815        | 2216           | 1912    | SLM        | 4290  | 1963        | Abbruch |
| 5816        | 2217           | 1912    | SLM        | 4290  | 1958        | Abbruch |
| 5817        | 2218           | 1912    | SLM        | 4400  | 1954        | Abbruch |
| 5818        | 2219           | 1912    | SLM        | 4400  | 1953        | Abbruch |
| 5819        | 2220           | 1912    | SLM        | 4400  | 1965        | 1965–1975 Depot Vallorbe (remisiert) 1975 Revision Zürich / Biel ab 1975 historisches Fahrzeug (SBB-Historic)                                                                                               |
| 5820        | 2221           | 1912    | SLM        | 4400  | 1960        | Verkauf an MThB (gleiche Nr.) 1966 Abbruch |
| 5821        | 2393           | 1913    | SLM        | 4560  | 1959        | Abbruch |
| 5822        | 2394           | 1913    | SLM        | 4560  | 1961        | Abbruch |
| 5823        | 2395           | 1913    | SLM        | 4560  | 1950        | Abbruch |
| 5824        | 2396           | 1913    | SLM        | 4560  | 1958        | Abbruch |
| 5825        | 2397           | 1913    | SLM        | 4560  | 1964        | Erhielt 1958 Kessel von 5824 Abbruch |
| 5826        | 2501           | 1915    | SLM        | 4690  | 1959        | Abbruch |
| 5827        | 2502           | 1915    | SLM        | 4690  | 1965        | Abbruch |
| 5828        | 2550           | 1916    | SLM        | 4840  | 1959        | Abbruch |
| 5829        | 2551           | 1916    | SLM        | 4840  | 1962        | Verkauf an MThB (gleiche Nr.) 1966 Abbruch |
| 5830        | 2552           | 1916    | SLM        | 4840  | 1959        | Abbruch |
| 5831        | 2553           | 1916    | SLM        | 4840  | 1963        | Abbruch |
| 5832        | 2554           | 1916    | SLM        | 4840  | 1965        | Abbruch |
| 5833        | 2555           | 1916    | SLM        | 4840  | 1957        | Abbruch |
| 5834        | 2556           | 1916    | SLM        | 4840  | 1963        | Verkauf an Baufirma in Lausanne (Verwendung Tauchversuch Bouveret) später Abbruch (196?) |

## Einsatz
Die Lokomotiven waren sehr universell einsetzbar und wurden entsprechend vielseitig eingesetzt. Nebst Personenzügen im Vorortsverkehr kamen sie auch als Vorspannlokomotiven und vor leichten Güterzügen zum Einsatz. Gegen Ende ihrer Laufbahn waren sie vor allem auf Nebenlinien im Einsatz, wo sie oft den kompletten Verkehr abwickelten.
Eines ihrer letzten Einsatzgebiete war die Bahnstrecke zwischen Bellinzona und Luino, wo sie zusammen mit den C 5/6 bis zur Elektrifizierung der Strecke 1960 den Gesamtverkehr abwickelten.

### Unfälle
Die Lokomotive Nr. 5831 wurde am 17. Dezember 1932 in Bahnhof Zürich Oerlikon im dichten Nebel auf einem Streckengleis vergessen, worauf ein Eilzug in die Tenderseite hinein fuhr. Dieser Unfall forderte 5 Tote und 16 Schwerverletzte. Dabei wurde diese Lokomotive schwer beschädigt, sie wurde aber wiederhergestellt und nicht ausrangiert.